# Pontus Andersson
Pontus Andersson är gitarrist i Dia Psalma som är ett svenskt rock-/mollpunk-band med rötter i Strängnäs. Andersson var först bandets ljudtekniker men i början av sommaren 1994 blev han medlem som gitarrist och delvis textförfattare. Han skriver också en del musik och deltar med bakgrundssång på 2007 års album Djupa skogen. Han spelar nu även i hårdrocksbandet 100 YEARS och har på senare tid även hoppat in som basist i deathmetalbandet Merciless.

## Diskografi

### Dia Psalma

#### Album
- 1995 - Efter allt
- 1996 - Sell Out (samlingsalbum)
- 2006 - Psamlade psalmer (samlingsalbum)
- 2007 - Djupa skogen  (även på vinyl)
- 2009 - Re Voltere

#### Singlar
- 1994 - Noll
- 1995 - Hundra kilo kärlek
- 1995 - Luft
- 2007 - Som man är

### Snakestorm
- 2010 - Choose Your Finger

### 100 Years
- 2016 - 100 Years